# Pedżman Nouri
Pedżman Nouri (per. پژمان نوری, ur. 13 lipca 1980 w Rezvanshahr) – irański piłkarz występujący na pozycji pomocnika w drużynie Malawan.

## Kariera piłkarska
Pedżman Nouri jest wychowankiem klubu Malawan. W 2003 odszedł do drużyny Pegah Gilan Raszt. W 2005 podpisał kontrakt z zespołem Persepolis Teheran. W 2007/2008 jego klub zajął pierwszej miejsce w rozgrywkach Puchar Zatoki Perskiej. Od 2009 do 2011 zawodnik ponownie grał w ekipie Malawan. Następnie występował kolejno w: Emirates Club, ponownie w Malawanie i Esteghlalu Teheran. W 2015 wrócił do Malawanu.
Pedżman Nouri w 2003 zadebiutował w reprezentacji Iranu. W 2011 został powołany do kadry narodowej na Puchar Azji. Jego drużyna zajęła pierwsze miejsce w grupie i odpadła w ćwierćfinale z Koreą Południową.

### Sukcesy

#### Persepolis
- Zwycięstwo
  - Puchar Zatoki Perskiej: 2007/2008